# Frappe de Soumy en 2025
Le 13 avril 2025, la Fédération de Russie a lancé une frappe de missile contre la ville de Soumy, dans le nord-est de l'Ukraine, tuant au moins 35 personnes, dont deux enfants. Il s’agit de l’attaque la plus meurtrière contre des civils ukrainiens depuis 2023. L'attaque, qui a eu lieu alors que les habitants se rassemblaient pour le service religieux du dimanche des Rameaux, a également blessé 129 personnes, dont 15 enfants. Les responsables ukrainiens ont rapporté que les forces armées russes ont utilisé des missiles balistiques avec des armes à sous-munitions,,. BBC News Russian a affirmé qu'il s'agissait de munitions incendiaires hautement explosives.
L'attaque aurait visé une cérémonie de remise de prix militaire prévue pour la 117e brigade de défense territoriale ukrainienne,. Le gouverneur de l'administration militaire de l'oblast de Soumy, Volodymyr Artyukh, a été démis de ses fonctions pour avoir prétendument planifié la cérémonie et mis en danger des civils et des soldats.

## Contexte
L'attaque fait suite à une série d'opérations aériennes russes intenses dans l'oblast de Soumy, frontalier du territoire russe internationalement reconnu. Ces dernières semaines, les forces russes ont multiplié les frappes de missiles et les attaques aériennes dans la région, tout en repoussant simultanément les unités militaires ukrainiennes de leurs positions dans l’oblast russe limitrophe de Koursk. Certaines petites localités de l'oblast de Soumy seraient tombées sous occupation russe avant cette attaque.
L'attaque de Soumy a eu lieu quelques jours seulement après qu'une autre attaque de missile a tué 20 civils à Kryvyi Rih, une ville du centre de l'Ukraine.

## Frappe aérienne

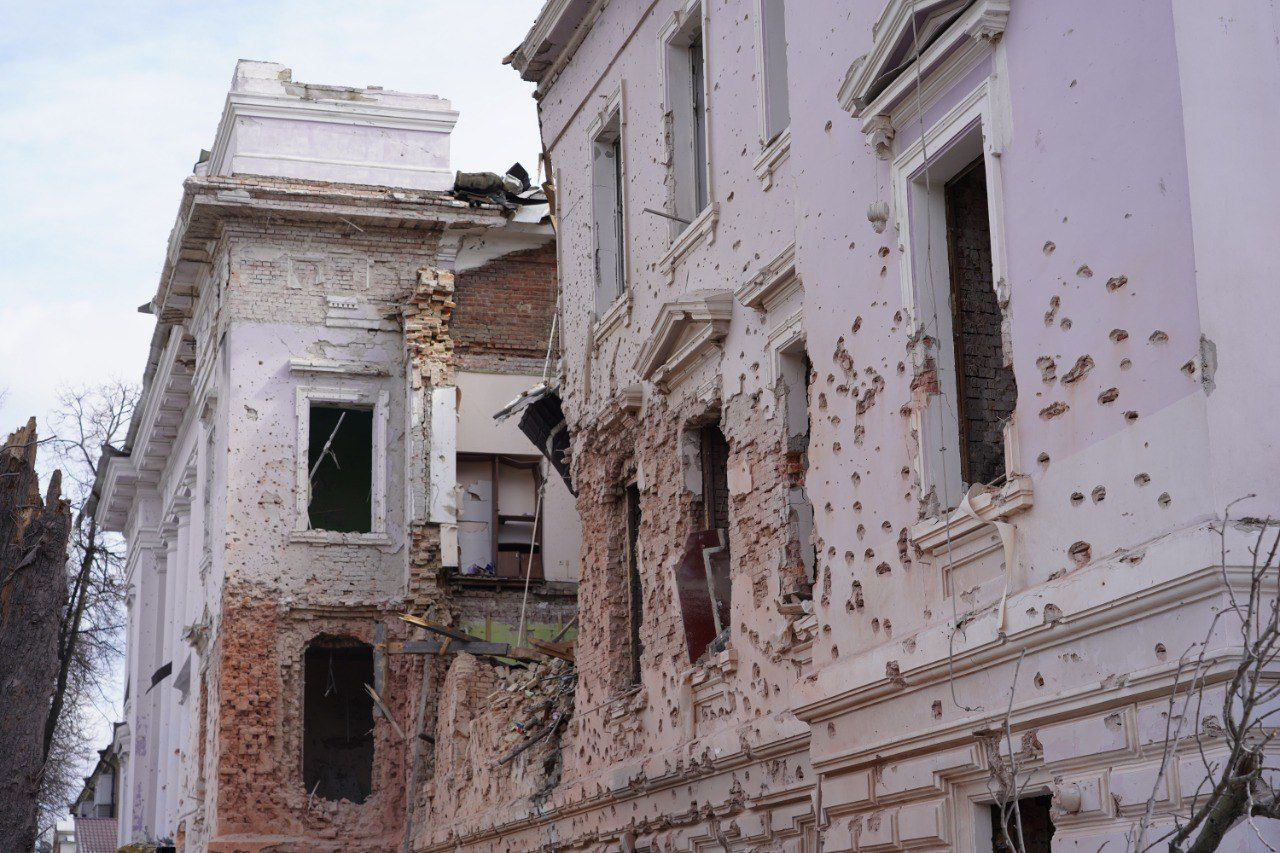
Un des bâtiments de l'université d'État de Soumy après la frappe aérienne

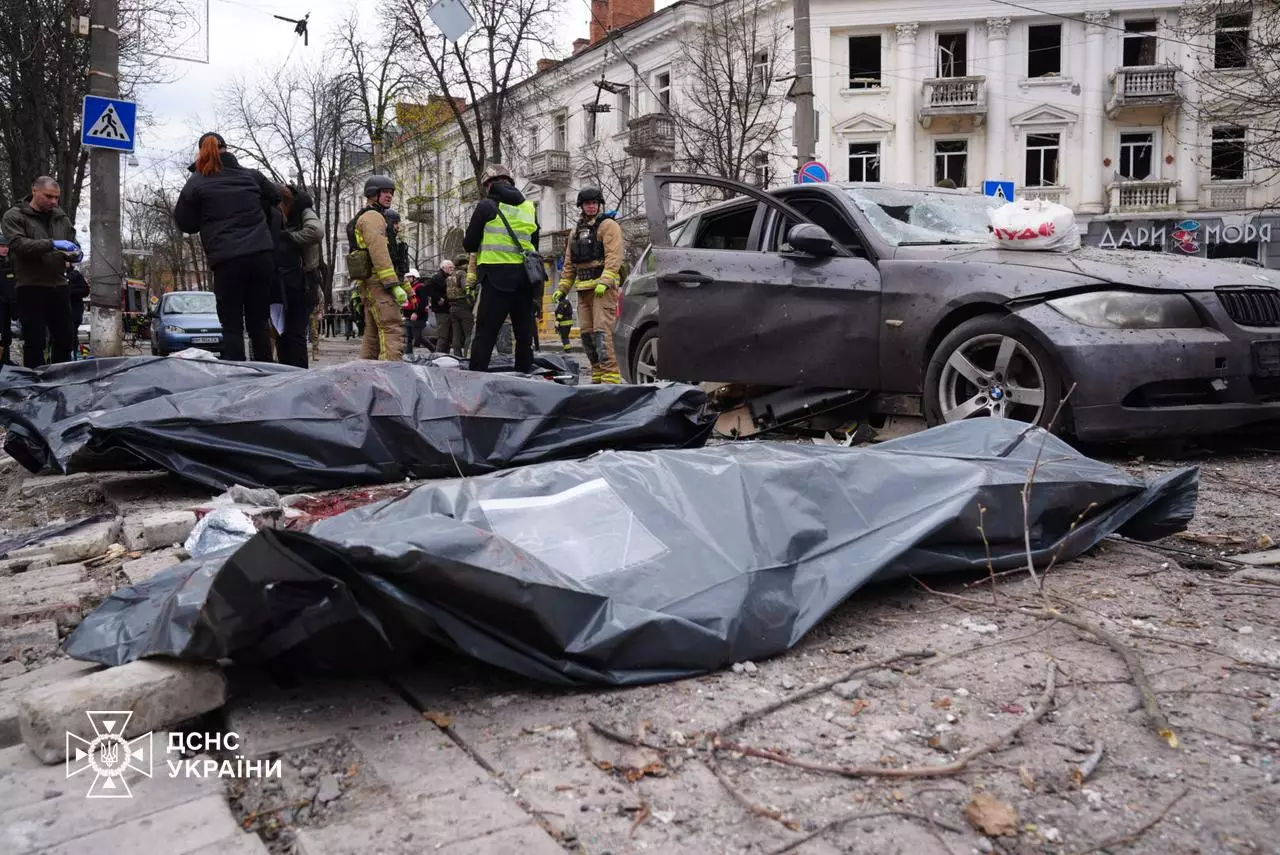
Victimes de la frappe aérienne

L'attaque a visé le centre-ville de Soumy pendant la messe du dimanche des Rameaux, l'une des célébrations religieuses les plus importantes de l'année en Ukraine. Selon le chef de l'administration militaire régionale Volodymyr Artyukh, deux missiles balistiques ont frappé des zones densément peuplées,. L'un des missiles a été enregistré en train de frapper à 10h20 (heure d'été de l'Europe de l'Est). Kyrylo Budanov, le chef de la Direction générale du renseignement ukrainien, a rapporté que l'attaque avait été menée par des unités russes de la 112e brigade de missiles et la 448e brigade de missiles, qui ont frappé avec deux missiles balistiques Iskander-M / Hwasong-11A (KN-23) depuis les localités de Liski dans l'oblast de Voronej et Lezhen'ki (ru) dans l'oblast de Koursk.
Les anciens députés ukrainiens Ihor Mosiychuk et Maryana Bezuglaya ont déclaré qu'une cérémonie militaire ukrainienne pour une remise de prix aurait pu avoir lieu à Soumy pendant l'attaque, bien que Reuters n'ait pas été en mesure de confirmer ces allégations de manière indépendante. Mosiychuk a déclaré que l'événement concernait des militaires de la 117e brigade de défense territoriale et que des civils, dont des enfants, étaient également présents,,. Le maire de Konotop, Artem Semenikhin, a également déclaré sur Facebook qu'une cérémonie de remise de décorations aurait lieu à proximité du lieu de l'attaque. Le Kyiv Independent n'a pas pu vérifier ces affirmations de manière indépendante, tandis que selon Ukrainska Pravda ses sources ont confirmé que la cérémonie devait avoir lieu. Le 14 avril, Artyukh a déclaré qu'il avait été invité à la cérémonie mais qu'il ne l'avait pas organisée. Par la suite, le gouvernement ukrainien a démis Artyukh de ses fonctions pour avoir fait des commentaires qui semblaient confirmer qu'une cérémonie de remise de prix militaire avait eu lieu,.
Le Washington Post a publié le 16 avril un article contenant une interview d'un soldat de la 117e brigade, affirmant que le jour de l'attaque, lui et d'autres soldats étaient réunis pour la cérémonie de remise des prix au sous-sol du bâtiment de l'université.
L'une des attaques a eu lieu à proximité du Centre des congrès de l'université d'État de Soumy, où se trouve le bureau régional du Commissaire aux droits humains de la Rada suprême, le Centre de protection des droits de l'homme, est situé,. Le porte-parole du Kremlin, Dmitri Peskov, a déclaré que des militaires étaient rassemblés au Centre des congrès pour une cérémonie de remise de prix et qu'ils constituaient une cible militaire.
Les autorités ukrainiennes ont indiqué que des armes à sous-munitions semblaient avoir été utilisées lors de l’attaque. Ces armes libèrent de multiples sous-munitions explosives sur de vastes zones, présentant des dangers particuliers pour les populations civiles lorsqu’elles sont déployées à proximité de zones résidentielles.
BBC News Russian a rapporté, citant des images de caméra embarquée, que la frappe du deuxième missile s'est produite au niveau du sol ou à basse altitude, ce qui est atypique pour une détonation d'arme à sous-munitions. Le rapport note également que lors des frappes d’armes à sous-munitions, certaines sous-munitions n’explosent souvent pas et restent dispersées sur le site. Elle a fait valoir que si de tels objets avaient été retrouvés sur le terrain, les images auraient probablement été partagées sur les plateformes de réseaux ukrainiennes.

## Bilan

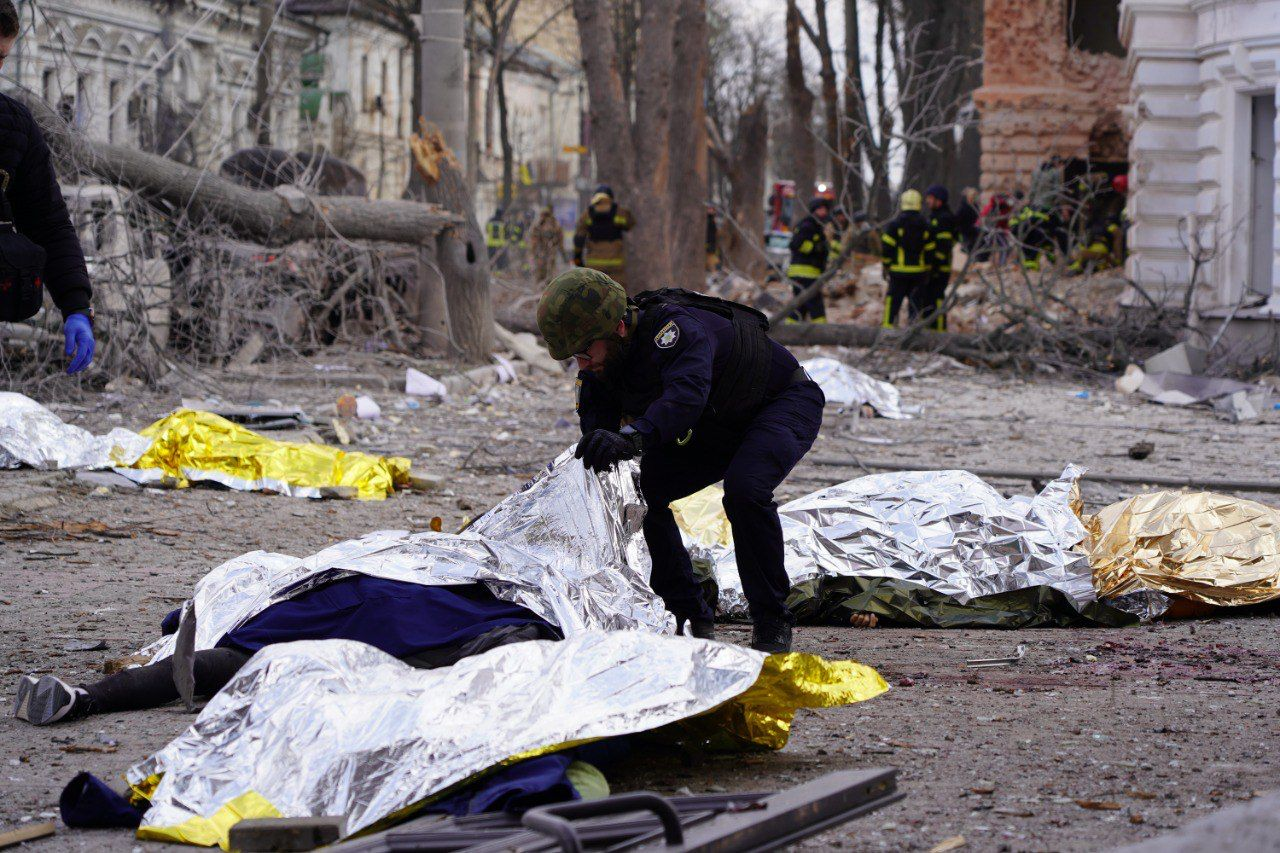
Les forces de secours couvrant les victimes après la frappe aérienne

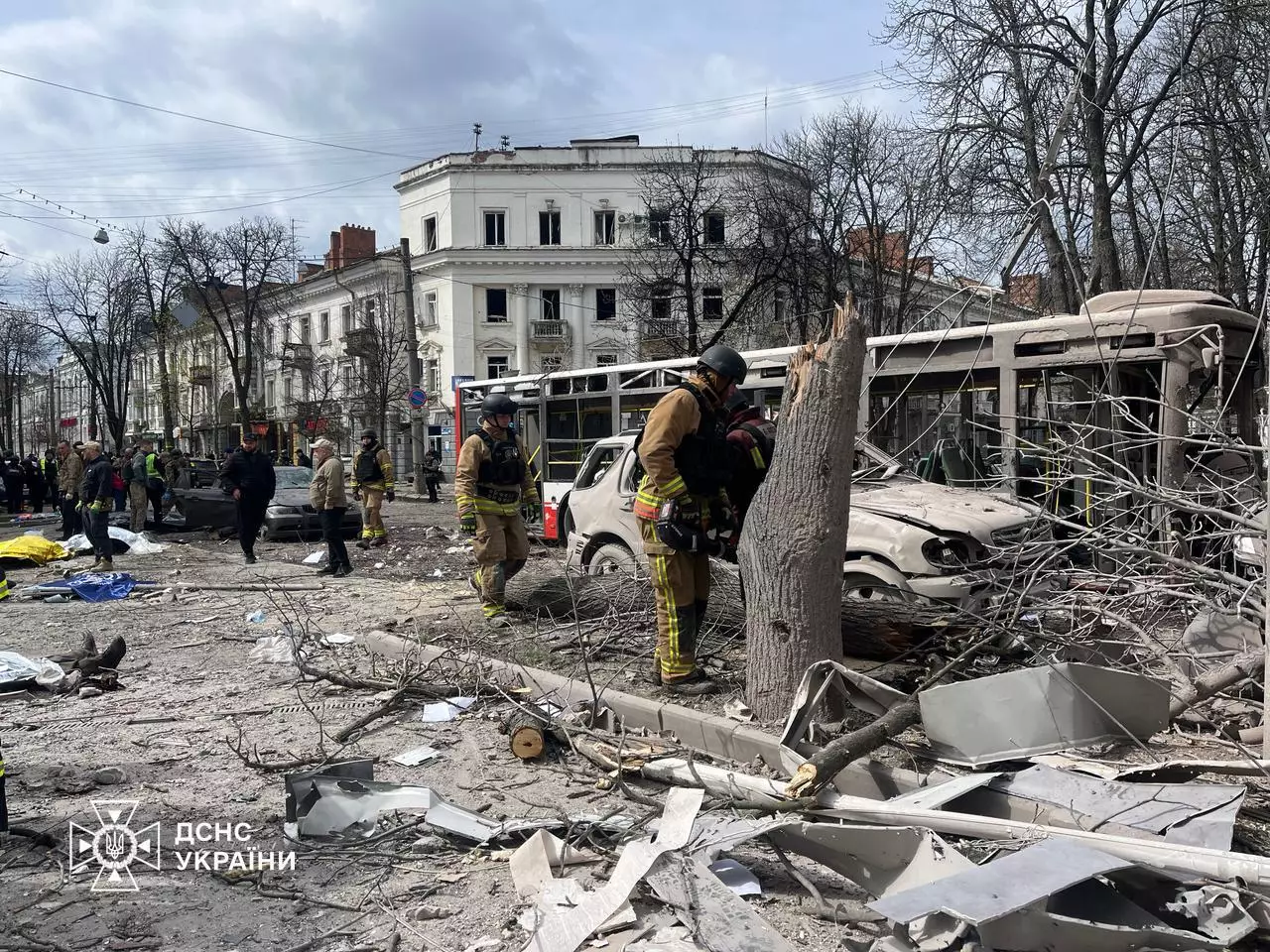
Les forces de secours en intervention à la suite de la frappe ; la carcasse du trolleybus est visible au second plan

Au moins 35 personnes ont été tuées – dont 2 enfants – dans l'attaque et 129 ont été blessées,, dont 15 enfants. Parmi les victimes se trouvait Olena Kohut, organiste de l'Orchestre philharmonique régional de Soumy.
Selon la Rada de Berdychiv et les médias locaux, le colonel Yuri Yula (uk), commandant de la 27e brigade de lance-roquettes et ancien vice-commandant de la 26e brigade de lance-roquettes, a été tué dans l'attaque, ,.
La frappe a détruit plusieurs bâtiments et véhicules, et causé des dommages importants aux structures résidentielles. Parmi les pertes les plus lourdes, on compte un trolleybus touché lors de l'attaque, le chef de l'administration régionale Artyukh confirmant que la plupart des passagers à bord sont décédés,.
Le Guardian a qualifié les frappes sur Soumy de pire attaque civile en Ukraine depuis le début de 2025. CNN a rapporté que cette frappe était la pire attaque civile en Ukraine depuis la frappe de Hroza en octobre 2023, qui avait tué 59 personnes.

## Réactions

### En Ukraine
Le président ukrainien Volodymyr Zelensky a fermement condamné l'attaque, la qualifiant de terrorisme délibéré et appelant à une pression internationale plus forte sur la Russie. Dans sa déclaration, Zelenskyy a souligné que « les discussions n’ont jamais arrêté les missiles balistiques et les bombes » et a exhorté la communauté internationale à réagir avec force,. Zelensky a exhorté ses alliés à envoyer 10 systèmes de défense aérienne Patriot supplémentaires pour protéger l'Ukraine.
Le ministre des Affaires étrangères Andrii Sybiha a qualifié le ciblage de civils lors d'une fête religieuse de « mal absolu » et a appelé les partenaires internationaux à renforcer leurs capacités de défense aérienne. La ministre des Finances, Ioulia Svyrydenko, a souligné le moment choisi pour l'attaque, l'un des jours les plus chargés de l'année en termes de fréquentation des églises. Andriy Yermak, chef de l'administration présidentielle ukrainienne, a qualifié l'utilisation possible d'armes à fragmentation de délibérément calculée pour infliger un maximum de pertes civiles.
Le maire de Konotop et membre du Parti Svoboda, Artem Semenikhin, a annoncé une journée de deuil en hommage aux victimes de « l'agression moscovite ». Il a accusé le chef de l'administration militaire régionale Volodymyr Artyukh et le chef du service de sécurité ukrainien de Soumy Oleg Krasnoshapka d'avoir organisé la cérémonie militaire dans le centre de Soumy sans tenir compte de la présence civile, des opérations militaires en cours à proximité de la frontière de Soumy et des avertissements préalables selon lesquels la cérémonie ne devrait pas avoir lieu. Il a exigé leur démission immédiate et des excuses « au peuple » avant 18 heures le jour de la catastrophe, menaçant de révéler plus de détails sur l'attaque dans le cas contraire,. Il les a tous deux qualifiés de « complices » des crimes de guerre russes et a exhorté le bureau du président de l'Ukraine à « cacher Artyukh derrière les barreaux ».

### En Russie
Le ministre russe des Affaires étrangères, Sergueï Lavrov, a déclaré que l'installation touchée abritait des « commandants militaires » et leurs « collègues occidentaux ». Le ministère russe de la Défense a affirmé avoir tué plus de 60 soldats.
Dans les médias d'État russes, le présentateur de télévision Vladimir Soloviev a déclaré que la frappe, deux jours après la visite de Steve Witkoff à Saint-Pétersbourg, était une « provocation mise en scène » destinée aux « autorités ukrainiennes » pour saper les négociations de cessez-le-feu entre les États-Unis et la Russie. La directrice de RT et de Rossiya Segodnya, Margarita Simonyan, a qualifié sur X (anciennement Twitter), l'attaque d'« atrocité fabriquée suffisamment grande pour impressionner Trump », mise en scène et amplifiée par « les payeurs de l'Ukraine », mentionnant le président français Emmanuel Macron et l'envoyé spécial américain en Ukraine Keith Kellogg.

### À l'international
Cette frappe de missile a suscité une condamnation sévère de la part de plusieurs personnalités internationales.
- Nations unies : Le secrétaire général, Antonio Guterres, s'est dit « profondément alarmé et choqué » par l'attaque. Le porte-parole du Secrétariat génétal, Stéphane Dujarric, a rappelé que « les attaques contre les civils et les biens civils sont interdites par le droit international humanitaire »[34]. Matthias Schmale, le coordinateur humanitaire des Nations Unies pour l'Ukraine, a publié une déclaration condamnant la frappe « dans les termes les plus forts » et a souligné que le droit international humanitaire interdit expressément les frappes contre « les civils et les infrastructures civiles »[1].
- Union européenne : Kaja Kallas, Haute représentante pour les affaires étrangères et la politique de sécurité de l'Union européenne, a décrit l'attaque comme un « exemple horrible de l'intensification des attaques de la Russie alors que l'Ukraine a accepté un cessez-le-feu inconditionnel »[1]. La présidente de la Commission européenne, Ursula von der Leyen, a déclaré que « la cruauté russe a frappé à nouveau », dans un message publié sur X (anciennement Twitter), et a qualifié l'attaque de « barbare » et de « sombre rappel » que la Russie est le seul agresseur dans la guerre. Elle a souligné que l’Europe se tenait aux côtés de l’Ukraine et de son président[35].
- France ; Le président Emmanuel Macron a appelé à des « mesures fortes » pour faire respecter un cessez-le-feu, et a ajouté « Tout le monde sait que seule la Russie veut cette guerre ».
- Royaume-Uni : Le Premier ministre Sir Keir Starmer a condamné les « attaques atroces de la Russie contre les civils » et a déclaré que le président russe Vladimir Poutine devait accepter un « cessez-le-feu total, immédiat et sans conditions »[26].
- Allemagne : Le futur chancelier fédéral, Friedrich Merz, a condamné l'attaque et accusé Vladimir Poutine d'avoir commis un « crime de guerre ». Merz a déclaré que « notre volonté de discuter avec lui n'est pas interprétée comme une offre sérieuse de faire la paix, mais comme une faiblesse »[34].
- Pologne : le Président du Conseil des ministres Donald Tusk a qualifié ces attaques de « Dimanche des Rameaux sanglant », tandis que le ministère polonais des Affaires étrangères a publié une déclaration condamnant « l'attaque barbare de missiles russes sur Soumy »[36].
- États-Unis : le président des États-Unis Donald Trump a qualifié l'attaque d'« horrible », a déclaré : « On m'a dit qu'ils avaient commis une grave erreur », et a en outre accusé Zelensky d'avoir « laissé la guerre éclater »[37],[38],[39]. Le secrétaire d'État Marco Rubio a présenté ses condoléances aux victimes de « l'horrible attaque de missiles russes »[40]. Keith Kellogg, envoyé spécial du président pour l'Ukraine, a condamné la frappe et a déclaré qu'elle franchissait « toute ligne de décence ».
- Israël a exprimé ses plus sincères condoléances à l'Ukraine et aux « familles qui ont perdu leurs proches lors de la récente attaque russe à Soumy »[41].